# Ministri per gli interventi straordinari nel Mezzogiorno della Repubblica Italiana
I ministri per gli interventi straordinari nel Mezzogiorno della Repubblica Italiana si sono avvicendati dal 1964 al 1993.

## Lista
| Ministro | Ministro         | Ministro                         | Partito                                 | Governo          | Mandato          | Mandato          | Leg.            |
| Ministro | Ministro         | Ministro                         | Partito                                 | Governo          | Inizio           | Fine             | Leg.            |
| --- | ---------------- | -------------------------------- | --------------------------------------- | ---------------- | ---------------- | ---------------- | --------------- |
| Interventi straordinari nel Mezzogiorno                                                                                  |                  |                                  |                                         |                  |                  |                  |                 |
| |                  | Giulio Pastore (1902-1969)       | Democrazia Cristiana                    | Moro II          | 23 luglio 1964   | 24 febbraio 1966 | IV              |
| Moro III | 24 febbraio 1966 | Giulio Pastore (1902-1969)       | Democrazia Cristiana                    | 25 giugno 1968   |                  |                  | IV              |
| Interventi straordinari nel Mezzogiorno e nelle zone depresse                                                            |                  |                                  |                                         |                  |                  |                  |                 |
| |                  | Italo Caiati (1916-1993)         | Democrazia Cristiana                    | Leone II         | 25 giugno 1968   | 13 dicembre 1968 | V               |
| |                  | Emilio Paolo Taviani (1912-2001) | Democrazia Cristiana                    | Rumor I          | 13 dicembre 1968 | 6 agosto 1969    | V               |
| Rumor II | 6 agosto 1969    | Emilio Paolo Taviani (1912-2001) | Democrazia Cristiana                    | 28 marzo 1970    |                  |                  | V               |
| Rumor III | 28 marzo 1970    | Emilio Paolo Taviani (1912-2001) | Democrazia Cristiana                    | 6 agosto 1970    |                  |                  | V               |
| Colombo | 6 agosto 1970    | Emilio Paolo Taviani (1912-2001) | Democrazia Cristiana                    | 18 febbraio 1972 |                  |                  | V               |
| |                  | Italo Caiati (1916-1993)         | Democrazia Cristiana                    | Andreotti I      | 18 febbraio 1972 | 26 giugno 1972   | V               |
| Interventi straordinari nel Mezzogiorno                                                                                  |                  |                                  |                                         |                  |                  |                  |                 |
| |                  | Emilio Paolo Taviani (1912-2001) | Democrazia Cristiana                    | Andreotti II     | 26 giugno 1972   | 8 luglio 1973    | VI              |
| |                  | Carlo Donat-Cattin (1919-1991)   | Democrazia Cristiana                    | Rumor IV         | 8 luglio 1973    | 15 marzo 1974    | VI              |
| |                  | Giacomo Mancini (1916-2002)      | Partito Socialista Italiano             | Rumor V          | 15 marzo 1974    | 23 novembre 1974 | VI              |
| |                  | Giulio Andreotti (1919-2013)     | Democrazia Cristiana                    | Moro IV          | 23 novembre 1974 | 12 febbraio 1976 | VI              |
| Moro V | 12 febbraio 1976 | Giulio Andreotti (1919-2013)     | Democrazia Cristiana                    | 30 luglio 1976   |                  |                  | VI              |
| |                  | Ciriaco De Mita (1928-2022)      | Democrazia Cristiana                    | Andreotti III    | 30 luglio 1976   | 13 marzo 1978    | VII             |
| Andreotti IV | 13 marzo 1978    | Ciriaco De Mita (1928-2022)      | Democrazia Cristiana                    | 21 marzo 1979    |                  |                  | VII             |
| |                  | Michele Di Giesi (1927-1983)     | Partito Socialista Democratico Italiano | Andreotti V      | 21 marzo 1979    | 5 agosto 1979    | VII             |
| Cossiga I | 5 agosto 1979    | Michele Di Giesi (1927-1983)     | Partito Socialista Democratico Italiano | 4 aprile 1980    | VIII             |                  |                 |
| |                  | Nicola Capria (1932-2009)        | Partito Socialista Italiano             | Cossiga II       | VIII             | 4 aprile 1980    | 18 ottobre 1980 |
| Forlani | 18 ottobre 1980  | Nicola Capria (1932-2009)        | Partito Socialista Italiano             | 28 giugno 1981   | VIII             |                  |                 |
| |                  | Claudio Signorile (1937)         | Partito Socialista Italiano             | Spadolini I      | VIII             | 28 giugno 1981   | 23 agosto 1982  |
| Spadolini II | 23 agosto 1982   | Claudio Signorile (1937)         | Partito Socialista Italiano             | 1º dicembre 1982 | VIII             |                  |                 |
| Fanfani V | 1º dicembre 1982 | Claudio Signorile (1937)         | Partito Socialista Italiano             | 4 agosto 1983    | VIII             |                  |                 |
| |                  | Salverino De Vito (1926-2010)    | Democrazia Cristiana                    | Craxi I          | 4 agosto 1983    | 1º agosto 1986   | IX              |
| Craxi II | 1º agosto 1986   | Salverino De Vito (1926-2010)    | Democrazia Cristiana                    | 18 aprile 1987   |                  |                  | IX              |
| Fanfani VI | 18 aprile 1987   | Salverino De Vito (1926-2010)    | Democrazia Cristiana                    | 29 luglio 1987   |                  |                  | IX              |
| Deleghe trattenute presso la Presidenza del Consiglio dei Ministri (Governo Goria, dal 29 luglio 1988 al 13 aprile 1989) |                  |                                  |                                         |                  |                  |                  |                 |
| |                  | Remo Gaspari (1921-2011)         | Democrazia Cristiana                    | De Mita          | 13 aprile 1988   | 23 luglio 1989   | X               |
| |                  | Riccardo Misasi (1932-2000)      | Democrazia Cristiana                    | Andreotti VI     | 23 luglio 1989   | 26 luglio 1990   | X               |
| |                  | Giovanni Marongiu (1929-1993)    | Democrazia Cristiana                    | Andreotti VI     | 26 luglio 1990   | 13 aprile 1991   | X               |
| |                  | Calogero Mannino (1939)          | Democrazia Cristiana                    | Andreotti VII    | 13 aprile 1991   | 28 giugno 1992   | X               |
| |                  | Franco Reviglio (1935)           | Partito Socialista Italiano             | Amato I          | 28 giugno 1992   | 21 febbraio 1993 | XI              |
| |                  | Beniamino Andreatta (1928-2007)  | Democrazia Cristiana                    | Amato I          | 21 febbraio 1993 | 29 aprile 1993   | XI              |